# Sống sót (phim)
Sống sót (tựa gốc tiếng Anh: Lone Survivor) hoặc Chiến binh đơn độc là một bộ phim chính kịch - chiến tranh - tiểu sử Mỹ năm 2013 dựa trên cuốn sách phi hư cấu cùng tên năm 2007 của Marcus Luttrell và Patrick Robinson. Phim do Peter Berg đạo diễn và viết kịch bản, có sự tham gia của Mark Wahlberg, Taylor Kitsch, Emile Hirsch, Ben Foster và Eric Bana.

## Nội dung
Năm 2005 ở Afghanistan, kẻ chỉ huy quân phiến loạn Taliban là Ahmad Shah chịu trách nhiệm cho việc giết chết hơn hai mươi lính thủy đánh bộ Mỹ, cũng như nhiều dân làng và người tị nạn đang hỗ trợ lực lượng Mỹ. Để ngăn chặn những vụ giết chóc này tiếp diễn, một đội đặc nhiệm SEAL của Hải quân Mỹ được giao nhiệm vụ đi bắt giữ Shah. Bốn người lính SEAL gồm có đội trưởng Michael P. "Murph" Murphy, lính liên lạc Daniel "Danny" Dietz, hai lính bắn tỉa Marcus Luttrell và Matthew "Axe" Axelson.
Đội SEAL được đưa đến dãy núi Hindu Kush, họ phải đi bộ qua núi rồi gặp vấn đề về liên lạc. Đến địa điểm được chỉ định, đội SEAL vô tình bị phát hiện bởi những người chăn dê địa phương, đội SEAL phải bắt họ lại. Đội SEAL biết rằng nếu thả những người này ra, có thể họ sẽ báo cho quân Taliban biết. Sau đó đội SEAL tranh cãi nhau về việc có nên giết những người chăn dê hay không. Sau một cuộc tranh luận ngắn, đội SEAL quyết định thả những người chăn dê ra và hủy bỏ nhiệm vụ, nhưng trước khi họ có thể trốn thoát, họ bị lực lượng Taliban tấn công. Mặc dù đội SEAL giết được một số tay súng Taliban, nhưng chúng kéo đến càng lúc càng đông khiến đội SEAL gặp bất lợi. Những người lính Mỹ đã bị thương trong cuộc đấu súng, mọi thứ trở nên tồi tệ hơn khi họ liều lĩnh nhảy khỏi mép núi.
Mặc dù bị thương, đội SEAL vẫn cố gắng vừa bắn trả vừa rút lui. Dietz hét lên hỏi Luttrell, vô tình để lộ vị trí của đội. Murphy, Axelson và Luttrell nhảy khỏi vách đá trong khi Dietz vẫn còn nằm lại trên đó. Dietz đang hấp hối ở trên đỉnh của vách đá và bị giết chết. Murphy cố gắng trèo ngược lên chỗ đất cao hơn để lấy tín hiệu gọi hỗ trợ qua điện thoại vệ tinh trong khi Axelson và Luttrell bắn yểm trợ. Khi lên được chỗ đất cao hơn, Murphy đã gọi điện thành công về căn cứ trước khi anh bị bắn chết.
Đáp lại cuộc gọi của Murphy, một lực lượng phản ứng nhanh bao gồm các binh lính SEAL lên hai chiếc trực thăng CH-47 Chinook và tiến về phía ngọn núi mà không cần trực thăng chiến đấu Boeing AH-64 Apache hộ tống. Khi họ đến nơi, quân Taliban đã bắn nổ một chiếc trực thăng, giết chết tất cả mười sáu người lính Mỹ trên đó, bao gồm cả Chỉ huy Erik S. Kristensen. Chiếc trực thăng còn lại buộc phải quay về căn cứ. Luttrell và Axelson ở lại phải tự bảo vệ chính mình. Axelson rời khỏi nơi ẩn nấp để tiêu diệt vài tên Taliban đang đến gần để rồi bị giết chết. Luttrell thoát khỏi quân Taliban nhờ trốn bên dưới tảng đá.
Luttrell tình cờ gặp một người đàn ông tên Mohammad Gulab. Gulab đưa Luttrell về ngôi làng của ông để chăm sóc, ông cố gắng giấu Luttrell trong nhà. Gulab sau đó nhờ một người đàn ông miền núi đến căn cứ Mỹ gần nhất để báo cho họ biết vị trí của Luttrell. Quân Taliban đến làng để bắt Luttrell, nhưng Gulab và dân làng đã can thiệp và đe dọa sẽ giết chúng nếu chúng làm hại Luttrell. Quân Taliban rời đi, một lát sau chúng quay lại tấn công trừng phạt dân làng vì dám bảo vệ Luttrell. Gulab và dân làng ban đầu có thể chống trả nhưng sau đó nhanh chóng bị áp đảo. Đúng lúc đó quân đội Mỹ đến nơi kịp lúc cùng với máy bay Lockheed AC-130 đẩy lùi quân Taliban. Sau khi cảm ơn dân làng đã cứu mình, Luttrell được đưa lên trực thăng về căn cứ. Anh rơi vào tình trạng nguy kịch nhưng được cứu chữa kịp thời.
Hình ảnh của Luttrell, Gulab và ba người lính Mỹ đã chết trong nhiệm vụ được chiếu trong một đoạn phim dài bốn phút. Đoạn kết tiết lộ rằng dân làng Pashtun đồng ý giúp đỡ Luttrell bởi vì đó là một phần của phong tục truyền thống Pashtunwali.

## Diễn viên
- Mark Wahlberg vai Marcus Luttrell
- Taylor Kitsch vai Michael P. "Murph" Murphy
- Emile Hirsch vai Daniel "Danny" Dietz
- Ben Foster vai Matthew "Axe" Axelson
- Eric Bana vai Erik S. Kristensen
- Ali Suliman vai Mohammad Gulab
- Alexander Ludwig vai Shane Patton
- Marcus Luttrell vai Người lính SEAL
- Yousuf Azami vai Ahmad Shah
- Sammy Sheik vai Taraq
- Rohan Chand vai Con trai của Gulab